# 生駒正文
生駒 正文（いこま まさふみ、1946年 - ）は、日本の法学者。吉備国際大学教授。大阪工業大学および愛知産業大学教授を歴任。専門は知的財産法。

## 来歴
1969年近畿大学法学部卒業。株式会社マルマン特許課入社。2年間在籍し特許・意匠商標出願、契約・侵害等の業務を担当。
1975年近畿大学大学院法学研究科修士課程修了。1978年駒澤大学大学院法学研究科私法学工業所有権法専攻博士課程単位取得満期退学（知的財産法専攻）。1996年東海産業短期大学（現・愛知産業大学短期大学）経営学科助教授、1998年同教授。2000年愛知産業大学経営学部教授。2004年大阪工業大学知的財産学部教授。2005年同大学院知的財産研究科教授（2017年度まで）。2008年大阪経済大学大学院経営学研究科非常勤講師（知財法担当、2011年度まで）。同年、吉備国際大学大学院（通信制）知的財産学研究科非常勤講師。2009年吉備国際大学客員教授。
2013年吉備国際大学地域創成農学部地域創成農学科教授（2017年度から非常勤講師）。同年4月、吉備国際大学大学院（通信制）知的財産学研究科教授。大阪簡易裁判所民事調停委員、日本経営実務法学会理事長などを歴任。他に著作権法学会、日本工業所有権法学会、日本私法学会に所属。 藤田隆特許事務所顧問。
著書に「著作権を学ぼう」の他、「著作権法要論」「ビジネス・ロー入門」などの共著がある。

## 著書
- 「国立国会図書館」を参照

### 論文
- CiNii>生駒正文